# Baba II
Pour les articles homonymes, voir Baba.
Baba II est un village du Cameroun situé dans le département du Mezam et la Région du Nord-Ouest. Il fait partie de la commune de Santa.

## Population
Lors du recensement de 2005, le village comptait 1 106 habitants.
On y parle notamment le moghamo, une langue bantoïde des Grassfields.

## Personnalités nées à Baba II
- John Fru Ndi (1941-2023), homme politique et fondateur et dirigeant du parti camerounais d'opposition Social Democratic Front (SDF).